# SMS Hessen
O SMS Hessen foi um couraçado pré-dreadnought operado inicialmente pela Marinha Imperial Alemã e depois também pelas sucessoras Marinha do Império e Marinha de Guerra. Foi a terceira embarcação da Classe Braunschweig, depois do SMS Braunschweig e SMS Elsass, e seguido pelo SMS Preussen e SMS Lothringen. Sua construção começou em janeiro de 1902 na Germaniawerft e foi lançado ao mar em setembro do ano seguinte, sendo comissionado em setembro de 1905. Era armado com uma bateria principal composta por quatro canhões de 283 milímetros, tinha um deslocamento carregado de mais de catorze mil toneladas e alcançava uma velocidade máxima de dezoito nós.
O Hessen teve um início de carreira tranquila que consistiu principalmente de exercícios de rotina. Ele serviu junto com a Frota de Alto-Mar após o início da Primeira Guerra Mundial em 1914, atuando como navio de guarda na foz do rio Elba, patrulhando os estreitos dinamarqueses e apoiando ataques contra cidades litorâneas britânicas. No final de maio e início de junho de 1916 o navio participou da Batalha da Jutlândia, quando deu cobertura para a retirada dos danificados cruzadores de batalha alemães. Voltou para suas funções de guarda depois da batalha até ser descomissionado em dezembro de 1917, sendo então desarmado e usado como depósito em Brunsbüttel até o fim da guerra.
O Hessen foi um dos poucos couraçados obsoletos que a Alemanha recebeu permissão para manter após a guerra sob os termos do Tratado de Versalhes. Foi rearmado e reformado, retornando ao serviço ativo em janeiro de 1925 e servindo até ser novamente descomissionado em março de 1935. Ele foi convertido em um navio alvo de tiro controlado por rádio, atuando nessa função até o fim da Segunda Guerra Mundial em 1945. Nesse período também serviu como quebra-gelo no Mar Báltico e no Mar do Norte. A embarcação foi entregue à União Soviética em 1946, renomeado para Tsel e continuou a operar na Frota Naval Militar da União Soviética como navio alvo até ser desmontado em 1960.